# Deznodământ la frontieră
Deznodământ la frontieră (titlul original: în franceză L'homme en colère) este un film dramatic franco-canadian, realizat în 1979 de regizorul Claude Pinoteau, protagoniști fiind actorii Lino Ventura, Angie Dickinson, Laurent Malet și Donald Pleasence. 

## Conținut
Fostul căpitan de aviație, văduv, Romain Duprey, este chemat din Franța în Canada pentru a identifica cadavrul fiului său Julien. Însă bărbatul împușcat nu este fiul său, doar că avea asupra sa pașaportul acestuia. Duprey se confruntă acum cu o enigmă, la urma urmei, el nu știe nimic despre viața actuală a fiului său, pentrucă acesta a plecat de acasă după moartea mamei sale, emigrând ilegal în Canada.
Duprey află de la poliție că Julien s-a asociat cu traficanții de droguri și de persoane, ajutând imigranții ilegali să treacă în SUA. Când Julien a primit bani pentru droguri în urma unei astfel de acțiuni, a dispărut pentru a începe o nouă viață în California alături de prietena sa Anne. În căutarea fiului său, Duprey primește sprijin de la americana Karen. Atât poliția, cât și sindicatul crimei sunt din ce în ce mai mult pe urmele lui Duprey.
În cele din urmă, Romain își găsește fiul, care urma să treacă granița în SUA cu banii furați și încearcă să-l oprească pe Julien, fără succes. Când apar infractorii și poliția, are loc o tiradă de împușcături în care Romain este rănit. Drept urmare, Julien renunță la planul său și se predă poliției, iar criminalii sunt arestați.

## Distribuție
- Lino Ventura – Romain Dupré, tatăl
- Angie Dickinson – Karen
- Laurent Malet – Julien Dupré, fiul (adult)
- Olivier Guespin – Julien Dupré, fiul (adolescent)
- Holly McLaren – Nancy
- Donald Pleasence – Albert Pumpelmayer
- Lisa Pellikan – Anne Garret
- Chris Wiggins – Capitaine MacKenzie
- R.H. Thomson – Borke
- Peter Hicks – Lentini
- Sonny Forbes – boxerul Borke
- Vlasta Vrana – managerul clubului
- Edouard Carpentier – portarul clubului
- Aubert Pallascio – Parker
- Prudence Harrington –
- Andrew Semple – tânărul la discotecă

## Trivia
Cei doi actori care îl interpretează pe Julien la zece ani distanță, sunt frați vitregi în realitate, ceea ce explică asemănarea lor.